# Vladimir Barmine
Vladimir Pavlovitch Barmine (en russe : Владимир Павлович Бармин, né en mars 1909 à Moscou et mort le 17 juillet 1993 à Moscou) est un ingénieur soviétique responsable de la conception des systèmes de lancement de missiles balistiques à longue portée et des lanceurs notamment développés par l'équipe de Sergueï Korolev dans les années 1960.

## Biographie
Après avoir décroché un diplôme d'ingénieur mécanicien en 1930, Barmine développe le système de réfrigération de la crypte dans laquelle repose Lénine. En 1937, il est brièvement emprisonné à la prison de la Loubianka pour avoir effectué un séjour de travail aux États-Unis en 1935 et il perd son emploi. 
En juin 1941, il devient responsable de l'unité de production Kompressor chargée de produire les missiles Katiouchas. Après la fin du conflit, Barmine devient responsable, au sein du SpetsMash, de la conception de pratiquement  tous les systèmes de lancement des missiles  balistiques à longue portée tels que la R-7 Semiorka développée par l'équipe de Sergueï Korolev ainsi que des lanceurs soviétiques. Ce système de lancement sera reconduit à l'identique par la suite pour la famille de lanceurs Soyouz. 
Barmine développa également le système de lancement de la fusée géante N1. Les activités de l'institut qu'il dirige se diversifient par la suite : il développe le système de prélèvement d'échantillon du sol lunaire ainsi que les fours mis en œuvre dans les stations spatiales soviétiques. 
Il a été fait Héros du travail socialiste en 1956 et reçoit le prix Staline en 1943 et le prix Lénine en 1957. 
L'astéroïde (22254) Vladbarmin a été baptisé en son honneur.